# Haris Alexiou
Haris Alexiou (grek. Χάρις Αλεξίου), född 27 december 1950 i staden Thebe, sedan 1958 bosatt i Aten, är en av Greklands mest kända och framgångsrika sångerskor.
Alexiou har spelat in över 30 album med start tidigt 1970-tal. 2011 åker hon på en europeisk turné som inleds i Finlandiahallen i Helsingfors den 15 maj.